# Апалков, Роман Михайлович
Роман Михайлович Апалков (род. 26 октября 1994, с. Каразеево, Воронежская область, Россия) — российский военнослужащий, капитан. Командир мотострелкового батальона 163-го гвардейского танкового полка 150-й мотострелковой дивизии 8-й гвардейской общевойсковой армии Южного военного округа. Герой Российской Федерации (2024).

## Биография
Родился 26 октября 1994 года в селе Каразеево Воронежской области.
Учился в Южанской основной общеобразовательной школе посёлка Южный. После окончания 9-ти классов в 2010 году, Апалков пошёл учиться в профессиональное училище № 18 города Богучар.
С 2013 по 2014 год был на срочной  службе, с 2014 по 2015 год служил по контракту в 480-м методико-кинологическом центре «Красная Звезда», который находился в Краснознаменске Московской области.
В 2016 году поступил в Московское высшее общевойсковое командное училище, которое окончил в 2020 году, после чего начал проходить военную службу. Проходил службу от командира разведывательного взвода до командира мотострелкового батальона.
С 24 февраля 2022 года в составе своего подразделения принимает участие во вторжении России на Украину. В 2024 году руководил подчинённым сводным штурмовым батальоном, за что был представлен к высокому званию. Продолжает нести службу в своей части.

## Звания и награды
- Герой Российской Федерации (Указом Президента Российской Федерации «закрытым» от 2024 года за мужество и героизм, проявленные при исполнении воинского долга, гвардии капитану Роману Михайловичу Апалкову присвоено звание Героя Российской Федерации с вручением знака особого отличия — медали «Золотая Звезда»)[5].
- Орден Мужества (2).